# Айзуак-бій
Айзуа́к-бій або князь Айзуак (башк. Айсыуаk бей) — вождь башкирського племені гайна, один з ініціаторів та керівників добровільного приєднання західних та північно-західних башкирів до Російської держави. Очолював боротьбу гайнинських башкирів проти Казанського ханства, пригнічення та насилля татарських феодалів.
1554 року Айзуак-бій від башкирських племен уран та гайна їздив до Казані на прийом до намісника Івана IV, привіз грамоту, яка підтверджувала прийняття гайнинцями підданства російського царя на умовах збереження вотчинного володіння землями племені.